# Cabrero (Cáceres)
Cabrero is een gemeente in de Spaanse provincie Cáceres in de regio Extremadura. Cabrero heeft 359 inwoners (1 januari 2016).

## Geografie
Cabrero heeft een oppervlakte van 7 km² en grenst aan de gemeenten Casas del Castañar, Piornal en Valdastillas.

## Burgemeester
De burgemeester van Cabrero is María Fé Plata Herrero.

## Demografische ontwikkeling
Bron: INE, 1857-2011: volkstellingen

## Galerij

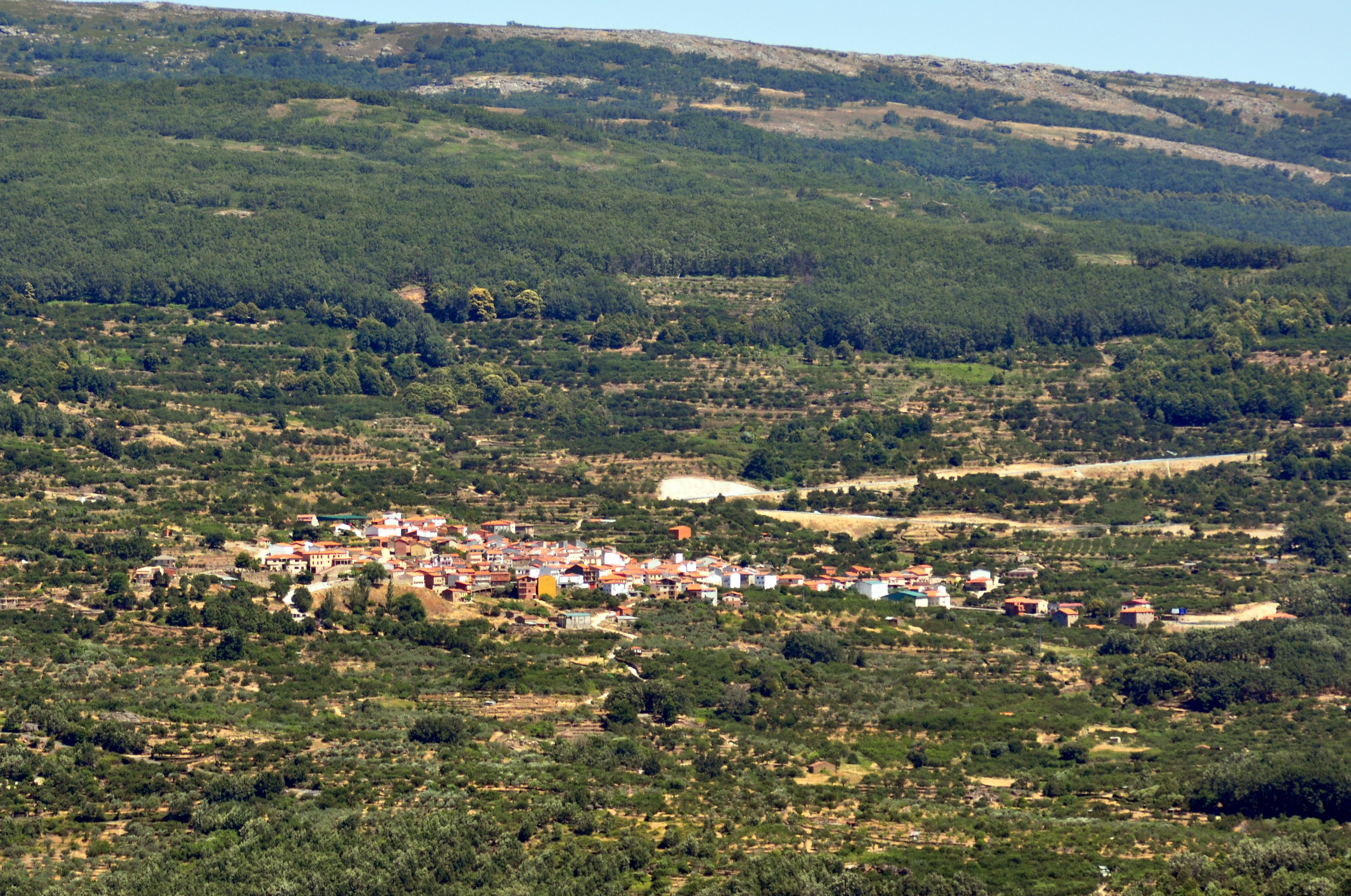
Uitzicht op Cabrera
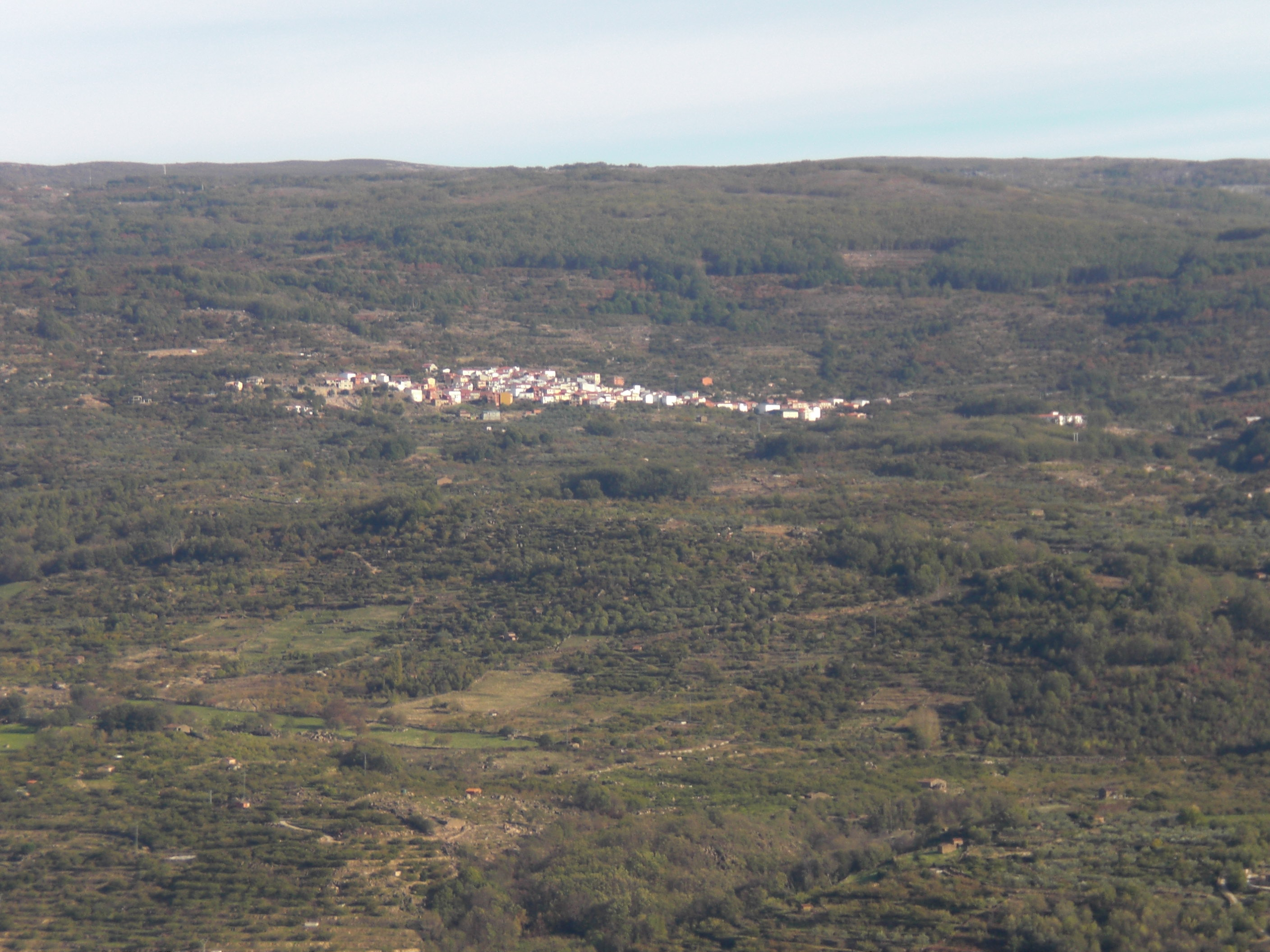